# Anomalocarídids
Els anomalocarídids ('gambes anòmales') són una família d'animals marins molt antics coneguts a partir de fòssils trobats en jaciments del Cambrià a la Xina, Nord-amèrica i Austràlia. Els anomalocarídids són els animal del Cambrià més grossos coneguts (amb algunes formes xineses que arribaven als 2 metres de longitud), i molts d'ells foren probablement carnívors actius (malgrat que hi ha indicis que un gènere, Laggania, s'alimentava de plàncton).

## Característiques
Els anomalocarídids foren animals segmentats nedadors; davant de llurs boques tenen dos apèndixs multisegmentats que s'assemblen al cos d'una gamba. La seva boca és una estructura circular amb la forma d'una rodanxa de pinya americana, però amb un anell de dents dures i afilades en l'orifici central. La boca era més rectangular que rodona, i les dents no es trobaven al mig. Això els permetia esberlar les closques de petits artròpodes i altres animals similars, tals com els trilobits. De fet, s'han trobat molts trilobits amb marques de mossegades. Els anomalocarídids també tenien ulls grans i un cos flanquejat per una sèrie de lòbuls per a nedar.
En comparació amb moltes de les altres criatures marines del seu temps, els anomalocarídids eren extremament àgils. Els lòbuls dels seus flancs es podien moure en formació d'ona, cosa que els permetia moure's a grans velocitats o simplement "levitar" a l'aigua. La closca dels era més flexible que la de llurs preses, permetent un moviment més fàcil.
Després de morir, aquests grans organismes tendien a desintegrar-se i a trencar-se en trossos; el mateix solia passar quan mudaven l'exoesquelet. Fòssils completament intactes dels anomalocarídids són molt rars. Quan es van descriure els fòssils per primer cop, els braços de davant de la boca foren classificats com a artròpodes d'un altre tipus, hom va pensar que la boca era una medusa fossilitzada que es deia "Peytoia" i el cos, que es pensaven que era un esponja anomenada "Laggania", no va ser relacionat amb cap d'ells. Com que les peces foren finalment relacionades als anys 80, s'ha descrit una sèrie de gèneres i espècies, que es diferencien en petits detalls dels braços, en si tenen cua o no, en la situació de la boca, i altres trets. Curiosament, quan aquests fòssils estan totalment reconstruïts, sí que s'assemblen (en aspecte exterior) a una gamba gegantina, amb un parell d'apèndixs a prop de la boca.
El nom Anomalocaris es referia originàriament als braços (que foren la primera part que rebé un nom), i després es va fer servir per a l'animal sencer a causa de les normes de prioritat en l'anomenament de noves espècies.
Els anomalocarídids van prosperar durant el Cambrià inferior i mitjà i després s'extingiren.

## Classificació

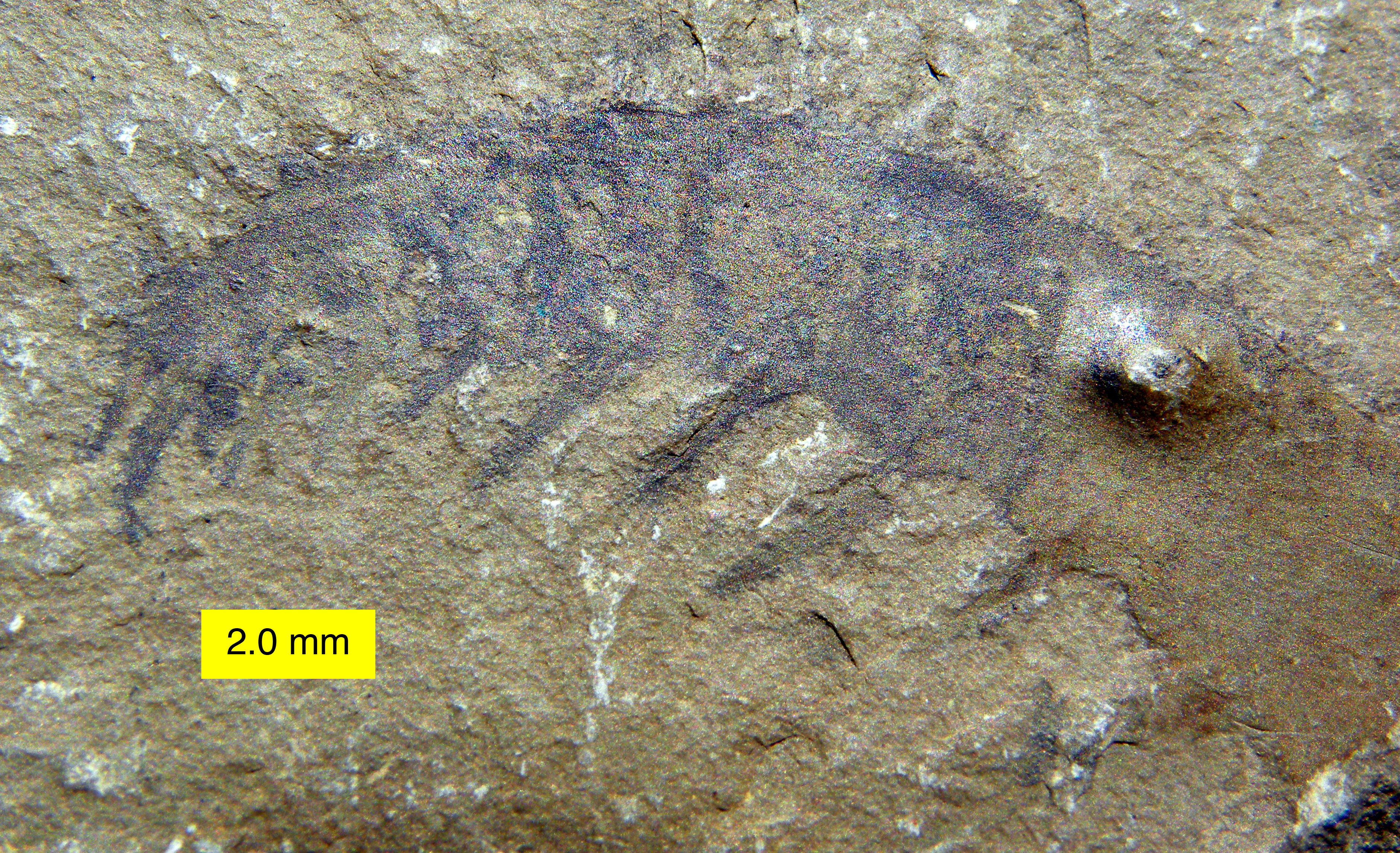
Anomalocaris

Es coneixen tres gèneres d'anomalocarídids: Anomalocaris, Laggania i Amplectobelua. S'ha classificat com a anomalocarídids a una sèrie d'altres animals que hi estan relacionats, com Parapeytoia, Pambdelurion i Kerygmachela, però probablement pertanyen a clades diferents.
En comparació amb Anomalocaris, Laggania no té cap mena de cua i posseeix un cap considerablement més gran, amb els ulls al darrere (en lloc del davant) de la boca, una adaptació que podria ser desavantatjosa en un caçador actiu. Com a resultat d'això, alguns científics l'han definit com un animal que s'alimentava de plàncton. En canvi, els Amplectobelua eren més compactes i tenien un cos més ample que els Anomalocaris, amb els ulls als laterals de la boca.
Els únics parents propers dels anomalocàrids són els opabínids, un altre grup enigmàtic de formes antigues.